# Cirolana stebbingi
Cirolana stebbingi là một loài chân đều trong họ Cirolanidae. Loài này được Nierstrasz miêu tả khoa học năm 1931.